# Florence Rush
Florence Rush (23 de enero de 1918 - 9 de diciembre de 2008) fue una trabajadora social certificada estadounidense (MSW de la Universidad de Pensilvania  ), teórica y organizadora feminista conocida por presentar El encubrimiento freudiano en su presentación "El abuso sexual de niños: A Feminist Point of View", sobre el abuso sexual y el incesto infantil, en la Conferencia sobre Violación de Feministas Radicales de Nueva York (NYRF) de abril de 1971.  El artículo de Rush en ese momento fue el primer desafío a las teorías freudianas de que los niños eran seductores de los adultos en lugar de víctimas de la explotación sexual y de poder de los adultos. 

## Biografía
Rush nació de inmigrantes judíos rusos asquenazíes en Manhattan y creció en el Bronx antes de mudarse a New Rochelle, Nueva York . En "Growing Up Molested", el prefacio de su libro El secreto mejor guardado, Rush escribió que "recordó dolorosamente que yo, a pesar de las comodidades de una educación de clase media, también había sido abusada sexualmente cuando era niña". Los padres de Rush habían huido de un pequeño pueblo de la Rusia zarista porque su padre se enfrentaba al servicio militar obligatorio en el ejército ruso, así como por razones de antisemitismo y pobreza. Su familia observó Shabat y sus padres trabajaron en talleres clandestinos en el Lower East Side hasta que su padre se graduó en el Brooklyn College y abrió una farmacia.  Posteriormente se mudó al Greenwich Village de Manhattan a principios de la década de 1970. Estaba casada con Bernard Rush y le sobreviven su hijo Thomas, sus dos hijos y su hija Eleanor.  En 2005, fue honrada con el premio Susan B. Anthony del Capítulo NOW de la ciudad de Nueva York para feministas de base. 

## Carrera
Rush observó el problema del abuso sexual infantil como trabajador social psiquiátrico en la Sociedad para la Prevención de la Crueldad contra los Niños de Nueva York  y en un centro para adolescentes delincuentes, aunque en ese momento — durante las décadas de 1950 y 1960 — tales terapeutas Se les indicó que evitaran hablar sobre incesto con sus pacientes jóvenes debido a las teorías freudianas predominantes. La presentación de Rush en la NYRF Rape Conference sobre el incesto y el abuso sexual infantil revisó la literatura psiquiátrica y psicoanalítica desde Freud hasta esa época que atribuía tales problemas a la seducción de adultos o fantasías eróticas por parte de los niños. Luego vinculó estas teorías psiquiátricas predominantes sobre la instigación infantil o las fantasías eróticas sobre el incesto y el abuso sexual con el mantenimiento de un clima para la opresión política y psicológica de las mujeres. Como concluyó Rush en su presentación, "el abuso sexual de niños... es un factor tácito pero prominente en la socialización y preparación de la mujer para aceptar un papel subordinado: sentirse culpable, avergonzada y tolerar, a través del miedo, el poder ejercido sobre ella por hombres."  

Posteriormente, Rush fue autor de Freud and the Sexual Abuse of Children de 1977 en el primer volumen de una revista feminista, Chrysalis,  y de Prentice Hall de 1980 The Best Kept Secret: The Sexual Abuse of Children, que además rastreaba la tolerancia del abuso sexual de niños. niños a los inicios de la historia. Su trabajo continuo para contrarrestar el abuso sexual de mujeres y niños y las imágenes de los medios que las feministas creen que propagan dicho abuso abarcó roles clave en muchas organizaciones. Se desempeñó como cofundadora en 1979 y conferenciante de 1979 a 1987 para Mujeres contra la Pornografía, de 1980 – 1985 presidenta del Comité de Reforma de Medios del Capítulo de la Ciudad de Nueva York de la Organización Nacional de Mujeres (NOW), miembro de la junta directiva de Mujeres de Nueva York contra la Violación. donde produjo y exhibió una presentación de diapositivas sobre el creciente erotismo de los niños en los medios, y es miembro del Comité Asesor sobre el Tratamiento de Agresores Sexuales del Instituto Psiquiátrico del Estado de Nueva York . 

## Activismo
Rush fue una de las primeras participantes en la segunda ola de feminismo estadounidense cuando, en 1970, se convirtió en cofundadora y miembro del comité directivo de Older Women's Liberation (OWL).  Debía concluir su trabajo feminista entre 2002 y 2005 como presidenta del Comité de Mujeres Mayores de NOW de la ciudad de Nueva York, donde se organizó contra los esfuerzos presidenciales y del Congreso republicanos para reducir los déficits presupuestarios controlando los costos de los beneficios de la Seguridad Social y Medicare. A Rush también le preocupaban las definiciones de los roles de las mujeres y las expectativas dentro de las familias como autora de "Mujeres en el medio", el primer artículo sobre mujeres de la generación sándwich que cuidan tanto de niños como de parientes ancianos, publicado en Notes from the Third Year y Radical Feminism .   A mediados de la década de 1970, produjo y exhibió una presentación de diapositivas "De la diosa madre al padre que sabe más " sobre la depreciación de las madres desde la mitología antigua hasta las representaciones mediáticas del siglo XX. Como madre que luchaba con el papel de cuidadora de su hijo Matthew y su amante Ron cuando enfermaron de sida en 1987, la organización de Rush en torno a cuestiones feministas se extendió a las madres de pacientes con sida como participante activa en un programa de apoyo a las madres. grupo de la Coalición de Personas con sida de Nueva York.  Después de la muerte de Matthew y Ron en 1990, ella fundó y participó en el primer Grupo de duelo para esas madres. En 1977, Rush se convirtió en asociada del Instituto de Mujeres para la Libertad de Prensa (WIFP).  WIFP es una organización editorial estadounidense sin fines de lucro. La organización trabaja para aumentar la comunicación entre mujeres y conectar al público con formas de medios basados en mujeres.